# Codi Taihō
El Codi Taihō (大 宝 律令, Taiho-ritsuryō) va ser una reorganització administrativa promulgada el 702 al Japó, a finals del període Asuka com un dels Ritsuryō-sei (律令 制, ritsuryō-sei), un sistema de lleis històrica basat en el confucionisme. Va ser compilat sota la direcció del Príncep Osakabe, Fujiwara no Fuhito i Awata no Mahito a petició de l'emperador Mommu i, com molts altres desenvolupaments del país en aquesta època, va ser principalment una adaptació del sistema xinès del sistema governamental de la dinastia Tang.
L'establiment del codi Taiho va ser el primer esdeveniment a incloure el confucionisme com un element de conducta i ètica del govern japonès. El codi va ser revisat durant el període Nara per modelar a certes tradicions i necessitats pràctiques d'administració. L'edició revisada va rebre el nom de Codi Yōrō (养老 律令, loro-ritsuryō), que va ser acabat en la seva majoria al 718.